# NGC 3107
NGC 3107 ist eine Spiralgalaxie vom Hubble-Typ Sbc im Sternbild Löwe am Nordsternhimmel. Sie ist rund 121 Millionen Lichtjahre von der Milchstraße entfernt.
Das Objekt wurde am 22. März 1794 vom britischen Astronomen Wilhelm Herschel entdeckt.